# عشاء جماعي

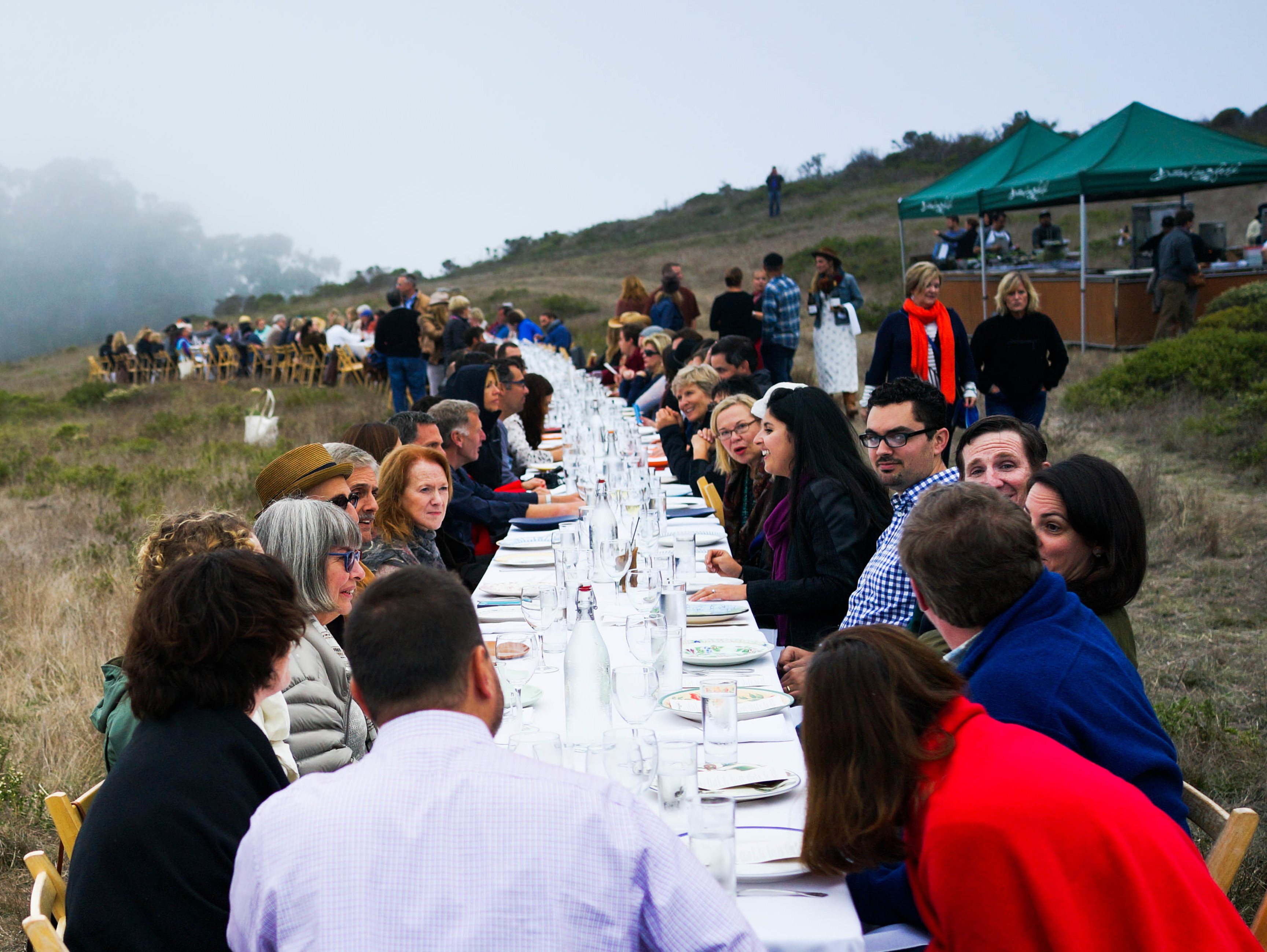
عشاء جماعي

العشاء الجماعي هي عادة تناول الطعام مع الآخرين. يُركز العشاء مع الآخرين على الطعام والأشخاص الذين يجتمعون معاً لتناول وجبة طعام. ويمكن أن يتم العشاء الجماعي في أماكن عامة مثل المطاعم أو أماكن خاصة مثل المنزل. العشاء الجماعي هو تناول وجبة طعام والتحدث مع مجموعة من الأفراد. عادة ما يجتمع الناس لتناول الطعام والتحدث في الأماكن العامة.

## تاريخ
اعتبر العشاء الجماعي جزء هام من التقاليد الدينية في روما القديمة.